# François Zahoui
François Zahoui, né le 21 juillet 1961 à Treichville, est un footballeur international puis entraîneur ivoirien. Il évolue comme milieu offensif ou attaquant du début des années 1980 au début des années 1990. 
Il dirige la sélection de la Côte d'Ivoire et atteint avec les « Éléphants » la finale de la Coupe d'Afrique des nations en 2012.

## Biographie
François Zahoui est le premier joueur africain à évoluer dans le Calcio. Il compte quatre sélections en équipe de Côte d'Ivoire.
Il prend en main la sélection de la Côte d'Ivoire en 2010 et atteint avec les « Éléphants » la finale de la Coupe d'Afrique des nations en 2012. Il est remplacé en mai 2012 à la tête de la sélection par le Français Sabri Lamouchi. Il est annoncé quelques jours après pour devenir le nouveau sélectionneur de l'équipe du Mali mais son arrivée est ensuite démentie par la fédération.
En mai 2015, il est nommé sélectionneur du Niger.

## Carrière

### Joueur
- 1981-1983 :  Ascoli Calcio 1898
- 1983-1987 :  AS Nancy-Lorraine
- 1987-1992 :  Sporting Toulon Var
- 1992-1994 :  JGA Nevers

### Entraîneur
- Équipe de Côte d'Ivoire des moins de 17 ans de football
- 1999-2001 :  SC Toulon
- aout 2010-mai 2012 :  Côte d'Ivoire
- fév. 2015-2015 :  Kaloum Star
- depuis mai 2015 :  Niger

## Palmarès

### Entraîneur
- Finaliste de la Coupe d'Afrique des nations en 2012 avec la Côte d'Ivoire.
- barragiste